# انریته استرهایزن
انریته استرهایزن (انگلیسی: Anriette Esterhuysen) مدافع حقوق بشر و پیشگام شبکه کامپیوتری و فناوری اطلاعات و ارتباطات (ICTs) در آفریقای جنوبی و سراسر جهان است. وی تمرکزش روی دسترسی به اینترنت ارزان قیمت است و از سال ۲۰۰۰ تا آوریل ۲۰۱۷، هنگامیکه مدیر سیاست و استراتژی (APC) کنوانسیون مردم آفریقا شد، مدیر اجرایی انجمن ارتباطات مترقی بوده است.

## تحصیلات و فعالیت‌حرفه‌ای
استرهایزن دارای مدرک لیسانس در علوم اجتماعی است، مدرک تحصیلات عالی خود را در علوم کتابداری و اطلاع‌رسانی و لیسانس موسیقی‌شناسی خود را از دانشگاه ویتواترسرند دریافت نمود. در طول سالهای دانشگاه، او هماهنگ‌کننده مطبوعاتی اتحادیه دانشجویان آفریقای جنوبی بود. در سال ۱۹۹۴، انریته مدیر عامل سانگونت ، یک سازمان غیردولتی ارتباطات در آفریقای جنوبی شد، که خود ادغام دو سازمان ارتباطی ورک‌نت (یک سازمان ارتباطات غیردولتی و عضو انجمن ارتباطات مترقی) و ابتکار عمل هندزنت از مرکز توسعه منابع بود. همچنین سازمان سانگونت که تأمین کننده اینترنت و آموزش‌های فنی و میزبانی وب سایت‌ها در جامعه مدنی، اتحادیه‌های کارگری و سایر افراد درگیر در جنبش دموکراتیک می‌باشد.پیش از اینکه مدیر سیاست و استراتژی (APC) کنوانسیون مردم آفریقا شود او مدیر سانگونت  که تأمین کننده خدمات اینترنتی به اعضای این شبکه در آفریقای جنوبی است بود. وی بین سالهای ۲۰۰۲ و ۲۰۰۵، عضو کارگروه فناوریهای اطلاعات و ارتباطات سازمان ملل شد.
استرهایزن هم‌اکنون عضو گروه مشورتی چندمنظوره فوروم اینترنتی است. او بنیانگذار شبکه زنان در آفریقای جنوبی است و در کمیته مشاوره فنی کمیسیون اقتصادی سازمان ملل متحد در آفریقا و هیئت‌های ابتکار جهانی مدارس و جوامع جهانی و اونگانا-آفریقا نیز خدمت کرده است.

## جوایز و دستاوردها
او یکی از پنج فینالیست ستارگان اینترنت سال در آفریقای جنوبی در سال ۲۰۱۲بود.
وی در سال ۲۰۱۳ جایزه افتخاری اینترنت  (وصل کننده جهانی) را به درست آورد و در سال ۲۰۱۵، برنده جایزه اکتشاف توسط بنیاد مرزهای الکترونیکی شد.